# Кросминтон
Кросминтон, раније познат као Спид Бадминтон (Спидминтон) је игра рекета која комбинује елементе из различитих спортова као што су: бадминтон, сквош и тенис. Игра се без мреже и нема прописано игралиште, па се може изводити на тениским теренима, улицама, плажама, пољима или теретанама.
Овај спорт се често повезује са брендом Спидминтон због њихове историјске везе. Од 1. јануара 2016. године назив овог рекет спорта је промјењен из Спид Бадминтон у Кросминтон. Данас се Кросминтон игра широм свијета. Тренутно се широм свијета одржавају турнири које организује све већи број клубова. Дана, 25. августа 2011. године основана је Међународна организација за кросминтон (ICO) прво под именом Међународна организација за Спид бадминтон (ISBO) у Берлину. До 2018. гдине (ICO) је већ имао 26 чланова - националне федерације из Европе, Америке, Азије и Африке.

## Историјат спорта
Специјалну лоптицу и идеју игре измислио је 2001. године у Берлину Бил Брандес. Игру је прерадила компанија Спидминтон у финалну игру кросминтон. Проналазач је свој нови спорт прво назвао "шатлбол", али је убрзо игра преименована у "спид (брзи) бадминтон". Од јануара 2016. године име спорта је поново промијењено у садашње име кросминтон. Првобитно, идеја проналазача је била да направи варијанту бадминтона на отвореном, па је променио лопту тако да буде мања и тежа (данас се зове спидер). Аналогија са бадминтоном сада постоји само у техничком смислу: нема мреже и темпо игре је бржи. У Њемачкој је 2003. године већ било 6.000 активних играча. Популарност овог спорта стално расте и постоје бројни клубови и међународни турнири широм Европе, па и свијета.

## Карактеристике и правила спорта

### Терен
Терен се састоји од два квадрата дужине 5,50 м (18 стопа). Фиксирани су један наспрам другог на удаљености од 12,8 м (42 стопе).

### Опрема
Оба играча требају рекет. Рекети су слични онима који се користе у сквошу, али су специјално произведени за кросминтон. Дуге су 58–60 цм, а материјал и жице су различити. Лопта се зове спидер и тежа је од конвенционалне лоптице за бадминтон, што значи да се може користити до снаге вјетра 4.
| Врсте спидера      | Дистанца | Брзина   |
| ------------------ | -------- | -------- |
| Рекреативни спидер | 13–18 m  | 260 km/h |
| Такмичарски спидер | 17–25 m  | 290 km/h |

### Правила кросминтона
Терен за кросминтон се састоји од два квадрата величине 5,5 метара (18 стопа) са сваке стране. Удаљеност између квадрата је 12,8 метара (42 стопе). Кросминтон се може играти на половини тениског терена који се лако може модификовати еластичним линијама. Такмичарски спидери се користе за нормалне игре. Дјеца и адолесценти (У12) играју са рекреативним спидерима на мањем терену (4к4 м) и на мањем растојању (9 метара).
Циљ игре је да се брзином стигне до квадрата супротног играча. Ако спидер падне ван супротног квадрата, друга страна добија поен. Обојици играча је дозвољено да изађу из или било гдје унутар свог поља током игре.
Игра се завршава када један играч има најмање 16 поена и има најмање 2 поена предности у односу на свог противника. Сваки пут када се сет/рунда заврши, играчи мијењају страну.

### Утакмица
Игра се завршава када један играч достигне 16 поена. Ако је резултат неријешен 15 или више, игра се наставља све док један играч не добије два поена предности. Меч се обично састоји од два побједничка сета (најбољи од три).

### Сервис
Право да се први сервира извлачи се бацањем новчића или лоптице. Сваки играч има три сервиса. Сваки митинг даје резултат. При резултату 15:15 сервис се мијења послије сваког поена. Сервис мора да се изведе ван одређене зоне која је 3 метра иза предње офанзивне линије. Ова линија се не смије прећи и сервис се игра одоздо према горе. Први сервис сљедећег сета ради губитник претходног сета.

### Поени
Свако надигравање се даје ако нема потребе да се понавља. Поени се могу добити ако:
- сервис није тачан
- спидер додирује под или кров
- спидер слијеће у супротни суд и не може се вратити
- спидер слијеће ван терена (линије се рачунају да су унутар терена)
- спидер се додирују два пута одмах један за другим
- спидер додирује тијело

Ако играч врати спидера ван терена, сматра се да је и даље у игри.

### Замјена на крају сета
Након сваког сета, долази до промене позиције играча на терену како би се гарантовале једнаке могућности у погледу вјетра и услова освјетљења. Ако трећи гем (тај-брејк) постане неопходан, играчи мијењају страну након сваких 6 поена.

## Варијанте кросминтона
- Дубл: Дубл се игра на једном терену.

У дубл дивизији, оба играча стоје на истом терену. Новчић или спидер одлучује ко ће прва сервирати. Играч који сервира стоји на задњој линији, а њихов партнер стоји испред. Сервиси се ротирају између четири играча. Први сервис у сљедећем сету иде пораженом из претходног.
- Црно освјетљење: Кросминтон се може играти ноћу са флуоресцентном опремом и црним светлом.

Кросминтон се може играти споља и унутра; терен се може офарбати или означити. Постоји чак и могућност коришћења преносивог терена. Кросминтон, који се игра у мраку, зове се Блекминтон. Са црним свјетлима, флуоресцентним бојама, рекетима и специјалним спидерима (ноћним спидерима) са свијетлећим штапићима (спидлајтс) могуће је играти чак и ноћу.

## Свјетска и европска такмичења
Прво свјетско првенство у кросминтону (бивши Спид бадминтон) одржано је 26. и 27. августа 2011. године. Званично је названо „ИСБО Азимут Хотелс Спеидминтон® Ворлд Чампионшипс“. У Берлину је играло преко 380 учесника из 29 земаља, у 10 категорија. Учествовали су и играчи из Канаде, САД и Аустралије. Пер Хјалмарсон из Шведске освојио је титулу у категорији мушкарци појединачно, Џанет Келер из Њемачке освојила је титулу код жена, а Рене Левицки и Даниел Госен из Њемачке освојили су титулу у паровима у финалним утакмицама. Од тада се Свјетско и Европско првенство смјењују сваке године.
| Година | Турнир                                                                            | Град          | Категорија такмичења | Категорија такмичења | Турнири за жене | Турнири за жене         | Турнири за парове                                                                | Турнири за парове                    | Турнири за женске парове            | Турнири за женске парове                  | Турнири за мјешовите парове   | Турнири за мјешовите парове         | U18 (U19 од 2021.) мушкарци | U18 (U19 од 2021.) мушкарци | U18 (U19 од 2021.) жене | U18 (U19 од 2021.) жене |             |         |             |
| ------ | --------------------------------------------------------------------------------- | ------------- | -------------------- | -------------------- | --------------- | ----------------------- | -------------------------------------------------------------------------------- | ------------------------------------ | ----------------------------------- | ----------------------------------------- | ----------------------------- | ----------------------------------- | --------------------------- | --------------------------- | ----------------------- | ----------------------- | ----------- | ------- | ----------- |
| Година | Турнир                                                                            | Град          |                      |                      |                 | Шампион                 | Вицешампион                                                                      | Шампион                              | Вицешампион                         | Шампион                                   | Вицешампион                   | Шампион                             | Вицешампион                 | Шампион                     | Вицешампион             | Шампион                 | Вицешампион | Шампион | Вицешампион |
| 2011.  | 1. ICO Crossminton World Championships                                            | Берлин        | Per Hjalmarson       | Daniel Gossen        | Janet Köhler    | Jasmina Keber           | Daniel Gossen René Lewicki                                                       | Per Hjalmarson Björn Karlsson        | отказано                            | отказано                                  | отказано                      | отказано                            | Tomáš Pavlovský             | Dasen Jardas                | Alexandra Kacviňská     | Lenka Levková           |             |         |             |
| 2012.  | 3. ISBO European Championships                                                    | Пореч         | Per Hjalmarson       | Mattias Aronsson     | Jasmina Keber   | Ágnes Darnyik           | Mattias Aronsson Per Hjalmarson                                                  | Samo Lipušček Robi Titovšek          | Krisztina Bognar Ágnes Darnyik      | Helena Halas Jasmina Keber                | Daniel Gossen Jennifer Greune | Tomáš Pavlovský Alexandra Kacviňská | Tomáš Pavlovský             | Jakub Kosicki               | Zita Ruby               | Alexandra Kacviňská     |             |         |             |
| 2013.  | 2. ICO Crossminton World Championships                                            | Берлин        | Patrick Schüsseler   | Melker Ekberg        | Jasmina Keber   | Marta Soltys            | Mattias Aronsson Per Hjalmarson                                                  | Ivo Junker Severin Wirth             | Krisztina Bognar Ágnes Darnyik      | Barbora Syč-Kriváňová Lucia Syč-Kriváňová | Daniel Gossen Jennifer Greune | Tomáš Pavlovský Alexandra Kacviňská | Bence Pálinkás              | Tomáš Pavlovský             | Alexandra Kacviňská     | Tea Grofelnik           |             |         |             |
| 2014.  | 4. ISBO European Championships                                                    | Варшава       | Per Hjalmarson       | Младен Станковић     | Jasmina Keber   | Jennifer Greune         | Tomasz Kaczmarek Marcin Ociepa                                                   | Mattias Aronsson Per Hjalmarson      | Krisztina Bognar Ágnes Darnyik      | Janina Karasek Marta Soltys               | Daniel Gossen Jennifer Greune | Matjaž Šusteršič Jasmina Keber      | Bence Pálinkás              | Jaša Jovan                  | Nikola Bariaková        | Terezia Gibalová        |             |         |             |
| 2015.  | 3. ICO Crossminton World Championships                                            | Берлин        | Per Hjalmarson       | Myhailo Mandryk      | Jasmina Keber   | Janet Köhler            | Mattias Aronsson Per Hjalmarson                                                  | Patrick Schüsseler David Zimmermanns | Janina Karasek Marta Soltys         | Andrea Horn Verena Horn                   | Melker Ekberg Rebecca Nielsen | Matjaž Šusteršič Jasmina Keber      | Nico Franke                 | Saudo Tejada Dámaso         | Eliška Andrlová         | Danaja Knez             |             |         |             |
| 2016.  | 5. ICO European Championships                                                     | Гуену         | David Zimmermanns    | Sönke Kaatz          | Danaja Knez     | Rebecca Nielsen         | Patrick Schüsseler David Zimmermanns                                             | Mattias Aronsson Per Hjalmarson      | Andrea Horn Franziska Ottrembka     | Alexandra Desfarges Julie Guyot           | Melker Ekberg Rebecca Nielsen | Tamás Dósza Ágnes Darnyik           | Nico Franke                 | Szymon Andrzejewski         | Lori Škerl              | Rebeka Škerl            |             |         |             |
| 2017.  | 4. ICO Crossminton World Championships                                            | Варшава       | Per Hjalmarson       | Marcin Ociepa        | Ágnes Darnyik   | Janet Köhler            | Robin Joop Sönke Kaatz                                                           | Patrick Schüsseler David Zimmermanns | Krisztina Bognar Ágnes Darnyik      | Anna Hubert Franziska Ottrembka           | Melker Ekberg Rebecca Nielsen | Ján Ščavnický Tamara Lukáčová       | Jaša Jovan                  | Nico Franke                 | Eliška Andrlová         | Lori Škerl              |             |         |             |
| 2018.  | 6. ICO Speedminton European Championships 2018                                    | Skien         | Petr Makrlík         | Per Hjalmarson       | Eliška Andrlová | Marta Urbanik           | Petr Makrlík Daniel Knoflíček                                                    | Patrick Schüsseler David Zimmermanns | Andrea Horn Anja Rolfes             | Sabina Schabek Marta Urbanik              | Melker Ekberg Rebecca Nielsen | Nikola Kucina Paula Barković        | Dávid Takács                | Maciej Filipowicz           | Anna Andrlová           | Nika Miškulin           |             |         |             |
| 2019.  | 5. ICO Crossminton World Championships                                            | Будимпешта    | Per Hjalmarson       | Myhailo Mandryk      | Jasmina Keber   | Lori Škerl              | Patrick Schüsseler David Zimmermanns                                             | Petr Makrlík Daniel Knoflíček        | Lori Škerl Danaja Knez              | Andrea Horn Anja Rolfes                   | Yurina Abe Akihiko Nishimura  | Sebastian Christoph Anna Hubert     | Shameem Elaheebocus         | Maciej Filipowicz           | Sendilla Mourat         | Georgina Veres          |             |         |             |
| 2020.  | 6. ICO European Championships 2020 (отказано: Пандемија ковида 19)                |               |                      |                      |                 |                         |                                                                                  |                                      |                                     |                                           |                               |                                     |                             |                             |                         |                         |             |         |             |
| 2021.  | 6. ICO Crossminton World Championships (played in 2022 due to Covid-19 pandemics) | Zagreb        | Akihiko Nishimura    | Petr Makrlík         | Yurina Abe      | Jasmina Keber Šušteršič | Шаблон:Подаци о застави SWI Ivo Junker Шаблон:Подаци о застави SWI Severin Wirth | Petr Makrlík Daniel Knoflíček        | Jasmina Keber Šušteršič Danaja Knez | Tereza Hogenová Tereza Šimková            | Yurina Abe Akihiko Nishimura  | Pál Pádár Edit Osvay                | Arturs Dzirkalis            | Mateusz Faska               | Zuzana Holesinska       | Katarína Daduľáková     |             |         |             |
| 2023.  | 7. ICO Crossminton World Championships 2024                                       | Brno          |                      |                      |                 |                         |                                                                                  |                                      |                                     |                                           |                               |                                     |                             |                             |                         |                         |             |         |             |
| 2024.  | 7. ICO European Championships 2024                                                | Balatonboglár |                      |                      |                 |                         |                                                                                  |                                      |                                     |                                           |                               |                                     |                             |                             |                         |                         |             |         |             |

## Међународни турнири
Постоји много међународних турнира у кросминтону који се одржавају широм свијета под надзором Међународне организације за кросминтон. Свака земља чланица може бити домаћин до једног турнира од 1000/500 бодова и четири турнира од 250 бодова сваке године. Сваке године постоји само пет турнира од 1000 поена, које бира ИСО на основу пријава које шаљу федерације чланице. Серија турнира од 1000 и 500 поена назива се Свјетска серија.
Учешћем на међународним ИСО турнирима играчи добијају бодове за рангирање на основу својих резултата. Поени за рангирање се користе за одређивање носиоца за предстојеће турнире.
| Датум           | Турнир                              | Град             | Категорија такмичењ | Категорија такмичењ | Такмичење за жене | Такмичење за жене     | Такмичење за парове                | Такмичење за парове                 |
| --------------- | ----------------------------------- | ---------------- | ------------------- | ------------------- | ----------------- | --------------------- | ---------------------------------- | ----------------------------------- |
| Датум           | Турнир                              | Град             | Шампион             | Вице шампион        | Шампион           | Вице шампион          | Шампион                            | Вице шампион                        |
| 17.-18.3.2018.  | 10. ICO Speedminton® Slovenian Open | Лашко            | Myhailo Mandryk     | Melker Ekberg       | Jasmina Keber     | Lori Škerl            | Melker Ekberg Petr Makrlík         | Jaša Jovan David Zimmermanns        |
| 28.-29.4.2018   | 10. ICO Speedminton® Hungarian Open | Kiskunfélegyháza | Petr Makrlík        | Per Hjalmarson      | Jasmina Keber     | Ágnes Darnyik         | Per Hjalmarson Petr Makrlík        | Grzegorz Chmielewski Tomasz Moskal  |
| 5.-6.5.2018     | 11. ICO Speedminton® Croatian Open  | Загреб           | Petr Makrlík        | Jaša Jovan          | Lori Škerl        | Eliška Andrlová       | Adam Kakula Petr Makrlík           | Marcel Herrmann David Zimmermanns   |
| 19.-20.5.2018.  | 9. ICO Speedminton® SLOVAK Open     | Банска бистрица  | Petr Makrlík        | Myhailo Mandryk     | Lori Škerl        | Barbora Syč-Kriváňová | Melker Ekberg Petr Makrlík         | Adam Kakula Andrej Ostrihoň         |
| 1.-2.6.2018.    | ICO Speedminton® Japan Open         | Токио            | David Zimmermanns   | Olivér Vincze       | Yuka Nishimura    | Andrea Horn           | Shinichi Nagata Patrick Schüsseler | Akihiko Nishimura David Zimmermanns |
| 22.-23.6.2018.  | ICO Speedminton® Polish Open        | Варшава          | Nico Franke         | Petr Makrlík        | Danaja Knez       | Marta Urbanik         | Melker Ekberg Petr Makrlík         | Robin Joop Adrian Lutz              |
| 21.7.2018.      | 2018 ICO Speedminton® Swedish Open  | Gothenburg       | Per Hjalmarson      | Melker Ekberg       | Rebecca Nielsen   | Eliška Andrlová       | Mattias Aronsson Per Hjalmarson    | Robin Joop Sönke Kaatz              |
| 8.-9.9.2018.    | 2018 ICO Speedminton® Serbian Open  | Сомбор           |                     |                     |                   |                       |                                    |                                     |
| 29.-30.9.2018.  | 8. ICO Speedminton® Czech Open 2018 | Брно             |                     |                     |                   |                       |                                    |                                     |
| 19.-21.10.2018. | 2018 ICO Speedminton® German Open   | Fürstenfeldbruck |                     |                     |                   |                       |                                    |                                     |
| 9.-10.11.2018.  | 2018 ICO Speedminton® Latvian Open  | Рига             |                     |                     |                   |                       |                                    |                                     |
| 17.-18.11.2018. | 2018 ICO Speedminton® Spanish Open  | Las Palmas       |                     |                     |                   |                       |                                    |                                     |

* Турнири од 1000 бодова су означени подебљаним фонтом.

## Национални купови
Од 2013. године ИКО организује такмичење националних тимова под називом ИСО национални купови. Концепт је изведен из тениских такмичења као што су Дејвид куп или Фед куп, али у кросминтону се такмиче мјешовити тимови који се састоје од мушких и женских играча. Прво се регионални турнири играју у групном или елиминационом систему, а затим се побједници регионалних турнира – регионални шампиони – боре за титулу шампиона ИКО нација на завршном турниру.
Репрезентацију чине најмање три играча – 2 играча (отворена категорија, али не по правилу) и 1 играчица (женска категорија, али не по правилу) – и не више од пет играча (3 играча + 2 резерве) који се могу укључити у мечеве сингла или парова). Окршај двије репрезентације састоји се од 6 мечева – 4 сингл и 2 дуела.
| Година | Мјесто одржавања финалног меча | Шампион       | Вице Шампион  |
| ------ | ------------------------------ | ------------- | ------------- |
| 2013   | Гимараеш                       | Словенија     | Њемачка       |
| 2014   | Будућност                      | Шведска       | Њемачка       |
| 2015   | Eragny sur Oise                | Словенија     | Њемачка       |
| 2016   | Брно                           | Њемачка       | Пољска        |
| 2017.  | Забок                          | Словенија     | Чешка         |
| 2018.  | Лашко                          | Чешка         | Словенија     |
| 2019.  | Праг                           | Њемачка       | Чешка         |
| 2020.  | (није играно)                  | (није играно) | (није играно) |
| 2021.  | (није играно)                  | (није играно) | (није играно) |